# Mala influencia (película de 2025)
Mala influencia es una película española de drama romántico dirigida por Chlóe Wallace en su ópera prima, quien la coescribió con Diana Muro. Está basada en la novela homónima de la autora anónima valenciana "Teenspirit", la cual fue originalmente publicada en Wattpad en 2017 adaptada al formato físico por Penguin Random House en 2021. Está protagonizada por Eléa Rochera y Alberto Olmo. Se estrenó en cines españoles el 24 de enero de 2025, bajo la distribución de Tripictures.

## Sinopsis
Reese Russell (Eléa Rochera) es una joven de familia adinerada, acostumbrada a la comodidad y la seguridad. Sin embargo, su vida se encuentra amenazada cuando empieza a recibir amenazas anónimas y a vivir sucesos extraños que la ponen en peligro. A pesar de su valentía y determinación, se siente vulnerable ante estos acontecimientos que desestabilizan su cotidianidad y la obligan a replantear su percepción del mundo que la rodea. Será entonces cuando su padre, Bruce Russell (Enrique Arce), decida buscarle trabajo de guardaspaldas a un joven exconvicto llamado Eros Douglas (Alberto Olmo).

## Reparto
- Eléa Rochera interpretando a Reese Russell[2]
- Alberto Olmo interpretando a Eros Douglas[2]
- Mar Isern interpretando a Karol[2]
- Sara Ariño interpretando a Lily[2]
- Selam Ortega interpretando a Bárbara[2]
- Fer Fraga interpretando a Raúl[2]
- Clara Chaín interpretando a Ariadna[2]
- Enrique Arce interpretando a Bruce Russell[2]
- Mirela Balić interpretando a Peyton[2]
- Farid Bechara interpretando a Diego[2]

## Producción

### Desarrollo
El guion de Mala influencia corrió a cargo de Chloé Wallace y Diana Muro, con la primera encargándose también de la dirección en su ópera prima. El presupuesto total de la película es de 4.8 millones de euros, incluyendo 1.2 millones de euros procedentes de las ayudas generales del ICAA. También cuenta con el apoyo de Netflix y la Generalitat Valenciana.

### Rodaje
El rodaje se llevó a cabo en diferentes localizaciones de la Comunidad Valenciana, aprovechando los paisajes urbanos y rurales para aumentar la sensación de aislamiento y desconfianza en la narrativa.

### Música
El tema principal de la banda sonora es interpretado por la cantante zaragozana Naiara Moreno.

## Lanzamiento y estreno
En diciembre de 2024, Tripictures programó el estreno en cines de Mala influencia para el 24 de enero de 2025.